# 蓝山起义
蓝山起义（越南语：／），也称蓝山蜂起，是公元1418年至1427年发生在越南的一次反抗中国明朝统治的起义。

## 背景
公元1400年越南陈朝的陈少帝被权臣胡季犛逼迫禅让，胡季犛继位，建立胡朝。中国明朝趁越南政权更迭之际，于1407年出兵击败胡朝，占领越南（当时国土相当于现今中、北部），设立了交趾承宣布政使司。明朝采取了暴力征服、压迫剥削与屠殺、分化、同化等手段统治越南，引起了越南人不满，各地相继暴动。

## 過程
1418年2月7日，来自越南清化省梁江蓝山乡的豪族黎利，在蓝山发动起義，自称“平定王”。明军获悉黎利起義，便派马骐领兵征讨。黎利引诱明军到洛水（清化锦水），用伏兵将之击退，这是黎利最初尝到的胜果。从1419年至1424年，黎利以至灵山、蓝山乡等地为为主要据点，多次领兵与明军交战，各有胜负。1424年，黎利听从少尉阮只的建议，制定了“先取茶隆（在今越南乂安省），略定乂安，以为立脚之地，资其财力，然后返斾东都”的方略，在越中地区日渐坐大，包围西都，进占顺化、新平等地，明廷也不得不多派兵员赴越增援。1426年，黎利军进迫河内，在崒洞之役大败明军。1427年明廷派柳升再加兵十万前来增援，黎利又在支棱之役中大败明军，击杀柳升。

## 結果
随后黎利派出使节入明，要求册封其所立的君主陳暠为王。明朝最终决定退兵。明封陈暠为“安南国王”，征夷将军王通先前就已领兵逃離越南，蓝山起義结束。

### 引用
1. 1 2  吳時任 1993, 大越史記全書, vol 3, pp. 360–395
2. ↑  明史, vol 17, pp. 556

## 外部連結
- 中国在线：越南历史教科书中的中越关系